# Cúp bóng đá Bulgaria 1954
Cúp bóng đá Bulgaria 1954 là mùa giải thứ 14 của Cúp bóng đá Bulgaria (trong giai đoạn này có tên là Cúp Quân đội Xô-viết). CSKA Sofia giành chức vô địch khi đánh bại Slavia Sofia 2–1 trong trận chung kết tại Vasil Levski National Stadium ở Sofia.

## Vòng Một
| Đội 1              | Tỉ số | Đội 2               |
| ------------------ | ----- | ------------------- |
| Spartak Plovdiv    | 2–1   | Torpedo Pleven      |
| Dimitrovgrad       | 3–0   | Pirin Blagoevgrad   |
| Shumen             | 1–5   | Lokomotiv Sofia     |
| Vihar Aytos        | 2–1   | Etar Veliko Tarnovo |
| Dobrudzha Dobrich  | 0–1   | Lokomotiv Plovdiv   |
| Dorostol Silistra  | 1–4   | Zavod 12 Sofia      |
| Sliven             | 3–0   | Marek Dupnitsa      |
| Minyor Pernik      | 5–2   | Septemvri Pleven    |
| Urozhay Pordim     | 0–3   | Spartak Pleven      |
| Levski Sofia       | 6–1   | Spartak Varna       |
| Beroe Stara Zagora | 1–2   | VVS Sofia           |

## Vòng Hai
| Đội 1               | Tỉ số     | Đội 2             |
| ------------------- | --------- | ----------------- |
| Velbazhd Kyustendil | 5–1       | Vihar Aytos       |
| Minyor Pernik       | 2–0       | Levski Sofia      |
| Spartak Pleven      | 1–2       | Spartak Plovdiv   |
| Slavia Sofia        | 1–0       | Zavod 12 Sofia    |
| VVS Sofia           | 0–1       | Sliven            |
| Lokomotiv Plovdiv   | 7–0       | Dimitrovgrad      |
| CSKA Sofia          | 4–2       | Cherno More Varna |
| Lokomotiv Sofia     | 3–0 (w/o) | Botev Vratsa      |

## Tứ kết
| Đội 1             | Tỉ số     | Đội 2               |
| ----------------- | --------- | ------------------- |
| Slavia Sofia      | 3–0       | Velbazhd Kyustendil |
| Spartak Plovdiv   | 0–2       | CSKA Sofia          |
| Sliven            | 2–0       | Minyor Pernik       |
| Lokomotiv Plovdiv | 1–0 (aet) | Lokomotiv Sofia     |

## Bán kết
| Đội 1      | Tỉ số     | Đội 2             |
| ---------- | --------- | ----------------- |
| CSKA Sofia | 1–0       | Lokomotiv Plovdiv |
| Sliven     | 0–1 (aet) | Slavia Sofia      |

## Chung kết

### Chi tiết
| CSKA Sofia       | 2−1 | Slavia Sofia        |
| ---------------- | --- | ------------------- |
| Milanov 21', 31' |     | Goranov 37' (ph.đ.) |

| CSKA | Slavia |